# Reiderland

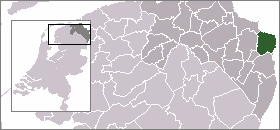
Reiderlands läge (grönt) i Groningen (mörkgrått).

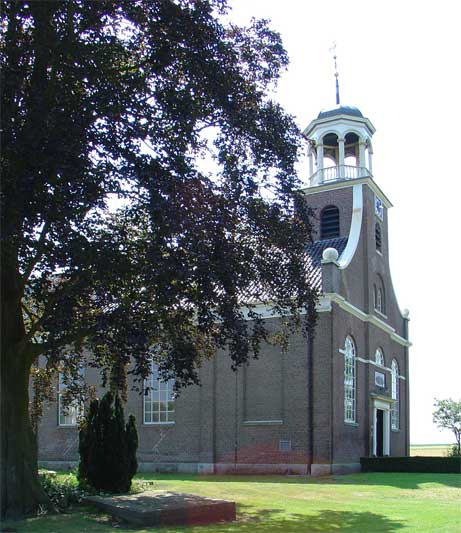
Kyrka i Nieuw Beerta

Reiderland är en historisk kommun i provinsen Groningen i Nederländerna vid viken Dollart. Kommunens totala area är 156,72 km² (där 58,17 km² är vatten) och invånarantalet är på 6 961 invånare (2005).